# Linha Livramento–São Sebastião
A Linha Livramento-São Sebastião é uma ferrovia de bitola métrica localizada na campanha gaúcha próximo à fronteira com o Uruguai. A linha inicia em Sant'Ana do Livramento, no entroncamento com a Linha Livramento–Cacequi, passando por Dom Pedrito até conectar-se com a Linha Cacequi-Rio Grande.

## História
A linha foi aberta entre São Sebastião e Dom Pedrito em 1925 e somente em 1946 foi conectada à Sant'Ana do Livramento.
Atribui-se a construção dessa linha à intenção de que o Porto de Rio Grande pudesse competir com o Porto de Montevidéu pelo escoamento ferroviário da produção dos frigoríficos instalados na Fronteira de Sant'Ana do Livramento e Rivera. Ainda que a conexão ferroviária brasileira estivesse estabelecida desde 1910 pela linha Livramento-Cacequi, a quantidade de curvas  reduzia a velocidade no trecho e a necessidade de tomar um caminho mais longo para acessar os portos desincentivava o uso da ferrovia para escoamento produtivo. A ferrovia uruguaia  por sua vez conectava desde 1913 diretamente Montevidéu com a fronteira, onde os trilhos de bitola padrão se estendiam até os frigoríficos instalados em território brasileiro.
Atualmente não há trânsito algum na linha já que os trilhos foram totalmente retirados.